# Vương cung thánh đường Euphrasian
Vương cung thánh đường Euphrasian (tiếng Croatia: Eufrazijeva bazilika, tiếng Ý: Basilica Eufrasiana) hay còn được gọi là Vương cung thánh đường Nhà thờ chính tòa Đức Mẹ Lên Trời là một nhà thờ nằm tại Poreč, Croatia. Khu quần thể Giám mục ngoài thánh đường chính còn có một nhà rửa tội, một bí tích và một tháp chuông của Cung điện Tổng giám mục gần đó. Đây là một ví dụ tuyệt vời về Kiến trúc Byzantine thời kỳ đầu tại vùng Địa Trung Hải.
Phần lớn nhà thờ Euphrasian vẫn còn giữ lại hình dạng ban đầu của nó, nhưng hỏa hoạn và động đất đã thay đổi một vài chi tiết. Vì đây là nhà thờ thứ ba được xây dựng trên cùng một địa điểm, nó giấu đi nền móng của các công trình trước đó, ví dụ như bức tranh sàn lớn của nhà thờ trước đó có từ thế kỷ thứ V. Do giá trị đặc biệt của nó, UNESCO đã đưa nó vào danh sách Di sản thế giới từ năm 1997. Đây cũng là nhà thờ chính tòa của Giáo phận Công giáo La Mã Poreč-Pula.

## Lịch sử
Nhà thờ đầu tiên được xây dựng để tôn thờ Thánh Maurus của Parentium, được biết đến như là vị thánh bảo trợ của Poreč. Công trình có niên đại từ nửa sau thế kỷ thứ IV, với nhà nguyện nhỏ có sàn được khảm nằm trong một nhà thờ La Mã lớn hơn với một khu vườn. Sau khi được mở rộng thêm một gian giữa và một lối đi để hợp nhất với nhà thờ lớn. Bức tranh khảm sàn nhà và tiền xu mô tả hình ảnh hoàng để Valens (365–378) được xác định là từ thời kỳ này.
Nhà thờ hiện tại dành riêng cho Đức Mẹ Maria được xây dựng vào thế kỷ thứ VI, trong thời kỳ cai quản của Giám mục Euphrasius. Nó được xây dựng từ năm 553 trên vị trí của nhà thờ cũ đã đổ nát. Một phần của nhà thờ cũ đã được tái sử dụng và các khối đá cẩm thạch được nhập về từ bờ biển Marmara. Các bức tường khảm được thực hiện bởi các bậc thầy kiến trúc Byzantine và ghép sàn bởi các chuyên gia tại địa phương. Việc xây dựng mất khoảng 10 năm.
Sau khi xảy ra trận động đất năm 1440, bức tường phía nam của nhà thờ đã được phục hồi, các cửa sổ bị phá hủy được xây dựng lại theo phong cách Gothic.

## Mô tả
Nhà thờ là một phần của quần thể gồm có:
- Một nhà nguyện hình bát giác thế kỷ VI được xây dựng vào thế kỷ thứ V cùng với nhà thờ Euphrasian cũ, và trải qua những thay đổi đáng kể.
- Một tháp chuông thế kỷ XVI
- Một hàng cột trước cửa được xây dựng sau khi nhà thờ hoàn thành, bốn mặt đều là mái vòm bằng đá.
- Một Cung điện Giám mục được xây dựng vào thế kỷ thứ VI nhưng còn lại rất ít về cấu trúc ban đầu.
- Một nhà nguyện hình tam giác được xây dựng vào thế kỷ XVII và XIX